# ساره امیری
ساره امیری (به عربی: سارة بنت يوسف الأميري) (زادهٔ ۱۹۱۴) وزیر علوم پیشرفته، رئیس سازمان فضایی و نایب رئیس ماموریت مریخ امارات متحده عربی با اصالت بلوچاز ایران است. او در سال ۱۹۸۷ میلادی (۱۳۶۶–۱۳۶۵ هجری خورشیدی)، در زاهدان متحده بلوچی و در خانواده‌ای که پس از انقلاب ۱۳۵۷ از ایران به امارات مهاجرت کرده بودند، در زاهدان زاده شد. وی اصالتاً بلوچ و اهل سیستان و بلوچستان است.
وی در سال ۲۰۱۵ به‌عنوان یکی از ۵۰ دانشمند جوان دنیا انتخاب شد و در سال ۲۰۲۰ نیز از سوی بی‌بی‌سی در فهرست صد زن الهام‌بخش جهان قرار گرفت.

## تحصیلات
ساره امیری دارای مهندسی کامپیوتر از دانشگاه آمریکایی شارجه (از سال ۲۰۰۴ تا ۲۰۰۸) است و کارشناسی ارشد همین رشته را در سال‌های ۲۰۱۰ تا ۲۰۱۴ دریافت کرد.

## منصب‌ها و مسئولیت‌ها
ساره امیری پس از تحصیل، مدیریت سیستم‌های پیشرفته در «مرکز فضایی راشد بن محمد» را در اختیار گرفت. او از سال ۲۰۱۱ تا ۲۰۱۴ رئیس بخش توسعه و پژوهش‌های این مرکز هم بود. امیری در سال ۲۰۰۹ در تیم برنامه‌ریزی سیستم کنترل از راه دور ماهوارهٔ «دبی‌ست ۱» مشغول به فعالیت بود و همین نقش را در راه‌اندازی ماهوارهٔ «دبی‌ست ۲» بر عهده داشت.
طبق حکمی که محمد بن راشد آل مکتوم حاکم دبی و نخست‌وزیر امارات برای ساره امیری صادر کرده، افزون بر پست وزیر علوم پیشرفته این کشور، ریاست تیم اکتشاف مریخ و رئیس شورای دانشمندان این کشور است. شورای دانشمندان امارات در سال ۲۰۱۶ تأسیس شده است.
ساره امیری در دسامبر ۲۰۱۵ در گفت‌وگویی فعالیت در امور فضایی را به عنوان یکی از آرزوهای همیشگی خود توصیف کرده‌بود:
نخستین روز در مرکز فضایی بن راشد نمی‌دانستم این نخستین قدم من به سمت تحقق آرزوی همیشگی‌ام است. این قدم، من را به کشف فضا و تجربهٔ کار کردن با ماهواره‌ها نزدیک کرد. نخستین روزی که وارد محل کارم شدم، فهمیدم که باید به خودم متکی باشم و هیچ فرد با تجربه‌ای آن‌جا نیست که کار را به من یاد بدهد. تمام اعضای تیم نخستین بار بود که با بخش فنی ماهواره کار می‌کردند. همه فکر می‌کردند این‌که گروهی از جوانان که بزرگ‌ترین‌شان ۲۷ ساله است بتوانند ماهواره‌ای طراحی کرده و به فضا پرتاب کنند— ساره امیری، مجلهٔ خلیج
این گروه توانست در نوامبر ۲۰۱۳ ماهوارهٔ «دبی‌ست ۲» را که پنج سال روی آن کار کرده‌بود، به فضا پرتاب کند.

## کاوشگر امید
فضاپیمای أمل یا همان امید نخستین کاوشگر میان‌سیاره‌ای ساخته شده در جهان عرب به‌شمار می‌رود. تیمی متشکل از ۱۵۰ دانشمند اماراتی با همکاری ۲۰۰ محقق از دانشگاه‌های آریزونا، برکلی و کلرادوی آمریکا از سال ۲۰۱۴ به مدت شش سال بر روی پروژهٔ طراحی، ساخت و پرتاب این کاوشگر کار می‌کردند.
ساره امیری بعنوان وزیر مشاور دولت امارات در علوم پیشرفته، مدیریت مرکز فرماندهی این پروژه را برعهده دارد. وی در ژوئن ۲۰۱۶ در گفت‌وگو با مجمع جهانی اقتصاد خبر داده‌بود که ساخت فضاپیمای «أمل» (امید) امارات تا سال ۲۰۲۰ تمام و در ماه مارس ۲۰۲۱ به فضا پرتاب خواهد شد. اما در سال ۲۰۲۰ میلادی در دو نوبت به دلایل گوناگون از جمله شرایط جوی نامناسب به تأخیر افتاد. تاریخ نخست تعیین شدهٔ رسمی برای پرتاب این کاوشگر پانزدهم ژوئیه عنوان شده بود که به علت بدی آب و هوا به روز سه‌شنبه ۱۷ ژوئیه موکول شد. اما سرانجام در ساعت ۶:۵۸ دقیقه به وقت محلی (۲:۱۰ بامداد به وقت تهران، ۳:۱۰ دقیقه به وقت کابل) توسط شرکت صنایع سنگین میتسوبشی به عنوان تأمین کننده موشک حامل این فضاپیما از مرکز فضایی تانه‌گاشی‌ما در ژاپن به فضا پرتاب شد.
لحظاتی پس از پرتاب، ساره امیری، وزیر مشاور دولت امارات و معاون مأموریت «امید» به شبکه تلویزیونی دبی گفت «آنچه شاهد هستیم آینده امارات متحده عربی است».
وی افزود «ما حال منتظر جدا شدن (کاوشگر از موشک) و ارسال نخستین سیگنال‌ها هستیم».

## افتخارات
- ساره امیری در سال ۲۰۱۵ از طرف «انجمن جهانی اقتصاد» به پاس فعالیت‌هایش در زمینهٔ توسعهٔ علم فناوری و مهندسی به عنوان یکی از ۵۰ دانشمندان جوان برتر جهان انتخاب شد.
- وی در سال ۲۰۲۰ از سوی بی‌بی‌سی در فهرست صد زن الهام‌بخش جهان قرار گرفت.[۱۵]